# Aero L-60 Brigadýr
Aero L-60 Brigadýr — малий літак скороченого зльоту і посадки виробництва ЧРСР. У 1951 році в Чехословаччині був оголошений конкурс на новий тип літака, який замінить застарілу машину Fieseler Fi 156 Storch. Його виграв проект з двигуном Argus As 10C. Прототип під назвою XL-60 здійснив перший політ 24 грудня 1953 року. Літак мав проблеми з двигуном, тому він був повністю перероблений і другий покращений прототип з двигуном М-208B виконав свій перший політ 8 червня 1954 року. Хоча деякі недоліки зберігалися, було прийнято рішення про масове виробництво. Військовий прототип піднявся в повітря 28 червня 1955. На ньому був встановлений кулемет MG-15 і два бомботримача. В цілому було побудовано 273 літака усіх версій.

## Модифікації
- XL-60/01, 02, 03 — дослідні.
- L-60A — армійський варіант. Був випробуваний і зданий в 1956 році.
- L-60B — сільськогосподарський. Був розроблений для сільського господарства, мав бак для хімікатів, дозатор і засоби для їх розпилення. Міг також використовуватися як пасажирський.
- L-60C — спортивна версія для аероклубів, з можливістю переобладнання в санітарний
- L-60D — буксирувальник планерів, обладнаний 60-метрової лебідкою.
- L-60E — санітарно-десантний.
- L-60F — армійський літак зв'язку, з можливістю переобладнання в туристичний.
- L-60S — модернізована на польському державному авіазаводі версія з двигуном АІ-14.
- L-60SF — версія з радіально-поршневим двигуном М-462RF.
- L-160, L-260, L-360 — нереалізовані експериментальні версії.

## Оператори
- Аргентина
- Австрія
- Болгарія
- Угорщина
- НДР
- Єгипет
- Китай
- Куба
- Польща
- Румунія
- Сирія
- СРСР
- Чехословаччина
- Швейцарія
- Шрі-Ланка
- Югославія

## Льотно-технічні характеристики
Технічні характеристики:
- Екіпаж: 1
- Пасажирів: 3
- Довжина: 8,54 м
- Розмах крила: 13,96 м
- Висота: 2,70 м
- Площа крила: 24,30 м²
- Вага спорядженого: 995 кг
- Максимальна злітна маса: 1415 кг

- Силова установка: 1 × Praga Doris M 208 B гвинтовий поршневий двигун потужністю 220 к. с.

Льотні характеристики:
- Максимальна швидкість: 193 км/год
- Крейсерська швидкість: 175 км/год
- Дальність польоту: 900 км
- Практична стеля: 4500 м

Зліт-посадка (довжина розбігу)
- Зліт (і набор висоти 15 м): 240 м (787 футів) (на траві)
- Посадка (із висоти 15 м): 195 м (640 футів)